# Ligue belge du droit des femmes
Ligue belge du droit des femmes var en feministisk förening i Belgien, aktiv från 1892 fram till första världskriget.  Det var den första föreningen för kvinnors rättigheter i Belgien. 
Den grundades av Marie Popelin och Louis Frank med syftet att arbeta för kvinnors rättigheter. Den utgav tidningen Ligue belge du droit des femmes. 
Föreningen fokuserade ursprungligen inte på kvinnlig rösträtt, men prioriterade frågan år 1912. Den upplöstes vid utbrottet av första världskriget, och kunde inte återupplivas efter freden 1918, då den efterträddes av Conseil national des femmes belges. 